# Ian Watson (cestista)
Ian Broughton Watson (Melbourne, 7 giugno 1949 – Melbourne, 24 luglio 1981) è stato un cestista australiano.
Era il figlio di Ken Watson.

## Carriera
Con l'Australia ha disputato le Olimpiadi del 1972 e quelle del 1976, e il Campionato del mondo del 1974.